# Ranah Parak Rumbio
Ranah Parak Rumbio is een bestuurslaag in het regentschap Padang van de provincie West-Sumatra, Indonesië. Ranah Parak Rumbio telt 2870 inwoners (volkstelling 2010).